# إيرني إدواردز (سياسي)
إيرني إدواردز (بالإنجليزية: Ernest Edwards)‏ هو سياسي أسترالي، ولد في 16 سبتمبر 1912، وتوفي في 9 مايو 1974. حزبياً، نشط في تحالف الليبرالية والريفي. وقد انتخب عضو مجلس النواب جنوب أستراليا من الجمعية عن دائرة Electoral district of Eyre (South Australia) ‏ وقد انضم خلال فترته النيابية (2 مارس 1968 – 29 مايو 1970) للكتلة البرلمانية تحالف الليبرالية والريفي.